# 宮城能鳳
宮城 能鳳（みやぎ のうほう、1938年7月30日 - ）は、組踊実演家、琉球舞踊実演家。宮城本流鳳乃會家元。本名は德村正吉（とくむら まさきち）。

## 人物
沖縄県出身。幼少期から琉球古典舞踊を習い、宮城能造（宮城流の流祖）に師事して組踊や琉球舞踊などを習う。1990年より沖縄県立芸術大学教授。現在名誉教授。1995年には宮城本流鳳乃會を設立した。2006年、国の重要無形文化財組踊立方保持者（人間国宝）に認定された。2019年、日本芸術院賞を受賞し、国の文化功労者となった。